# Cream Lake
Cream Lake är en sjö i Algoma District i provinsen Ontario i den sydöstra delen av Kanada. Cream Lake ligger 286 meter över havet. Sjön har sitt utlopp i öster och vattnet rinner vidare till Big Moon Lake. Cream Lake tillhör Blind Rivers avrinningsområde.